# 던전 & 드래곤
《던전 & 드래곤》(영어: Dungeons & Dragons, 일반적으로 약칭 《D&D》 또는 《DnD》로 통용)은 게리 가이객스와 데이브 아네슨이 최초로 창작하고 설계한 판타지 테이블탑 롤플레잉 게임(TTRPG)이다. 1974년 택티컬 스터디스 룰스 주식회사(TSR)에서 처음 출판되었으며, 1997년 이래로 위저즈 오브 더 코스트(이후 해즈브로의 자회사가 됨)에서 출판해오고 있다. 이 게임은 미니어처 워게임에서 파생되었으며, 1971년 게임 《체인메일》의 변형이 초기 규칙 체계로 사용되었다. 《D&D》의 출판은 현대 롤플레잉 게임과 롤플레잉 게임 산업의 시작으로 널리 인정받고 있으며, 비디오 게임, 특히 롤플레잉 비디오 게임 장르에도 깊은 영향을 미쳤다.
《D&D》는 각 플레이어가 군사 부대 대신 자신만의 캐릭터를 만들어 플레이할 수 있게 함으로써 전통적인 워게임과 차별화된다. 이 캐릭터들은 판타지 세계관 속에서 모험을 떠난다. 던전 마스터(DM)는 게임의 심판이자 이야기꾼 역할을 하며, 모험이 일어나는 세계관을 유지하고 논플레이어 캐릭터(NPC)로 알려진 게임 세계의 주민들의 역할을 수행한다. 캐릭터들은 파티를 구성하여 게임 세계의 주민들 및 서로와 상호작용한다. 이들은 함께 문제를 해결하고, 전투에 참여하며, 탐험하고, 보물과 지식을 모은다. 이 과정에서 플레이어 캐릭터들은 경험치(XP)를 얻어 레벨업하며, 여러 번의 게임 세션을 거치면서 점점 더 강력해진다. 플레이어들은 캐릭터를 만들 때 직업을 선택하는데, 이는 몇 레벨마다 특별한 혜택과 능력을 제공한다.
《D&D》의 초기 성공은 유사한 게임 시스템의 확산으로 이어졌다. 경쟁에도 불구하고 《D&D》는 롤플레잉 게임 업계에서 시장 선두를 유지해왔다. 1977년, 게임은 상대적으로 규칙이 간단한 베이직 《던전 & 드래곤》 게임 시스템과 더 체계적이고 규칙이 복잡한 《어드밴스드 던전 & 드래곤》(《AD&D》로 약칭) 게임 시스템의 두 갈래로 나뉘었다. 《AD&D》 2판은 1989년에 출판되었다. 2000년에는 《D&D》 3판이라는 새로운 시스템이 출시되어 《AD&D》의 판 번호를 이어갔고, 2003년 6월에는 개정판 3.5가 출시되었다. 이 3판 규칙들은 오픈 게임 라이선스(OGL)에 따라 다른 출판사들도 사용할 수 있는 d20 시스템의 기반이 되었다. 《D&D》 4판은 2008년 6월에 출시되었다. 가장 최근의 《D&D》 5판은 2014년 하반기에 출시되었다.
2004년, 《D&D》는 미국에서 가장 잘 알려지고 가장 잘 팔리는 롤플레잉 게임으로 남아있었으며, 약 2천만 명이 이 게임을 플레이했고 전 세계적으로 10억 달러 이상의 책과 장비 판매액을 기록했다고 추정된다. 2017년에는 "역사상 가장 많은 플레이어 수를 기록했는데, 북미에서만 1,200만에서 1,500만 명에 달했다". 《D&D 5판》의 판매량은 "2017년에 전년 대비 41% 증가했고, 2018년에는 또다시 52% 급증하여 게임 역사상 최대의 판매 연도를 기록했다". 이 게임은 많은 기성 모험과 함께 정규 게임 그룹이 사용하기에 적합한 상업용 캠페인 세팅으로 보완되었다. 《D&D》는 게임 자체를 넘어 다른 《D&D》 브랜드 제품들, 대중문화에서의 언급, 그리고 그를 둘러싼 일부 논란들로도 알려져 있는데, 특히 1980년대에 이를 사탄주의 및 자살과 연관 짓고자 했던 도덕적 공황이 그 예이다. 이 게임은 여러 상을 수상했으며 많은 언어로 번역되었다.

## 플레이 개요
《던전 & 드래곤》은 구조화되어 있으면서도 개방형인 롤플레잉 게임이다. 일반적으로 참가자들이 테이블 주위에 앉아 실내에서 즐긴다. 보통 한 명의 플레이어가 던전 마스터(DM) 역할을 맡고 나머지는 각자 가상의 세계관 속 개인을 나타내는 단일 캐릭터를 조종한다. 그룹으로 협력할 때 플레이어 캐릭터(PC)들은 흔히 "일행"으로 묘사되며, 각 구성원은 대개 그룹 전체의 성공에 기여하는 자신만의 전문 분야를 가지고 있다. 게임 진행 중 각 플레이어는 자신의 캐릭터의 행동과 게임 내 다른 캐릭터들과의 상호작용을 지시한다. 이 활동은 플레이어들이 캐릭터를 구두로 연기하면서 수행되며, 이 과정에서 논리, 기본 수학, 상상력 등 다양한 사회적 기술과 인지 능력을 활용한다. 하나의 모험을 완료하기 위해 게임은 여러 번의 만남에 걸쳐 계속되며, 더 나아가 "캠페인"이라 불리는 일련의 연관된 게임 모험으로 이어지기도 한다.
일행의 선택 결과와 게임의 전반적인 스토리라인은 DM이 게임 규칙과 그에 대한 자신의 해석에 따라 결정한다. DM은 일행이 만나는 다양한 논플레이어 캐릭터(NPC), 이러한 상호작용이 일어나는 배경, 그리고 플레이어들의 선택과 행동에 기반한 그 만남들의 결과를 선택하고 묘사한다. 만남은 종종 "괴물"과의 전투 형태를 취하는데, 여기서 괴물은 《D&D》에서 동물, 기괴한 존재, 또는 신화 속 생물 등 잠재적으로 적대적인 존재를 일컫는 포괄적인 용어이다. 보석과 금화 외에도 마법 물건은 플레이어들이 던전에서 자주 찾는 보물의 일부를 형성한다. 마법 아이템은 일반적으로 보물 더미에서 발견되거나 쓰러진 적으로부터 회수되며, 때로는 강력하거나 중요한 마법 아이템이 퀘스트의 대상이 되기도 한다. 사회적 상호작용, 마법 사용, 전투, PC에 대한 환경의 영향 등 다양한 주제를 다루는 게임의 광범위한 규칙들은 DM이 이러한 결정을 내리는 데 도움을 준다. DM은 필요하다고 판단되면 공식 규칙에서 벗어나거나 새로운 규칙을 만들어낼 수도 있다.
게임 규칙의 가장 최신 버전은 5판의 세 가지 핵심 규칙서에 상세히 설명되어 있으며, 《플레이어즈 핸드북》, 《던전 마스터즈 가이드》, 《몬스터 매뉴얼》이 그것이다.
게임을 즐기는 데 필요한 유일한 물품은 규칙서, 각 플레이어를 위한 캐릭터 시트, 그리고 다면체 주사위들이다. 많은 플레이어들은 원한다면 특히 전투 중에 시각적 보조 수단으로 격자 지도 위에 미니어처 피규어를 사용하기도 한다. 일부 판본의 게임은 이러한 사용을 전제로 한다. 게임을 강화하기 위한 많은 선택적 액세서리가 있는데, 확장 규칙서, 미리 설계된 모험, 다양한 캠페인 세팅 등이 있다.

### 게임 메커니즘

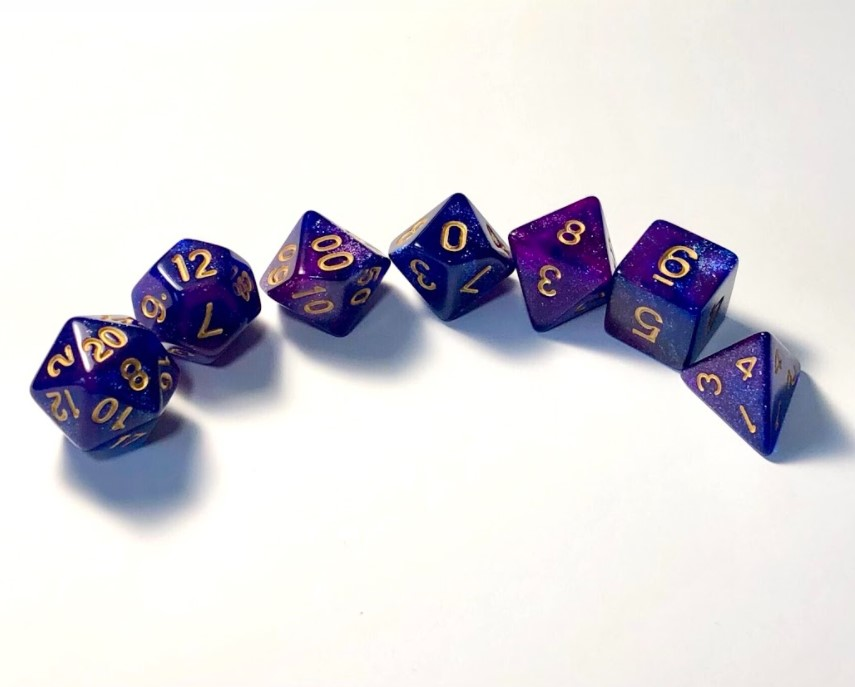
D&D는 다면체 주사위를 사용하여 게임 내 사건을 해결한다. 다면체 주사위는 'd' 뒤에 변의 개수를 붙여 약칭한다. 사진 왼쪽에서 오른쪽순으로 d20, d12, d%, d10, d8, d6, d4 주사위이다. d%와 d10을 함께 굴려서 1에서 100 사이의 숫자를 만들 수 있다.

게임이 시작되기 전, 각 플레이어는 자신의 플레이어 캐릭터를 만들고 그 세부 사항을 캐릭터 시트에 기록한다. 먼저, 플레이어는 캐릭터의 능력치를 결정하는데, 이는 힘, 민첩, 체질, 지능, 지혜, 카리스마로 구성된다. 게임의 각 판본마다 이러한 수치를 결정하는 다양한 방법을 제공해 왔다. 그 다음 플레이어는 종족(예: 드워프, 엘프, 인간), 캐릭터 클래스(예: 파이터, 로그, 위저드), 성향(도덕적 및 윤리적 관점), 캐릭터의 능력과 배경 이야기를 완성하는 기타 특성들을 선택한다. 이러한 특성들의 성격은 여러 판본을 거치며 변화해 왔다.
게임 중, 플레이어들은 자신의 PC가 의도하는 행동을 DM에게 설명하고, DM은 그 결과나 반응을 묘사한다. 편지를 집어 들거나 잠기지 않은 문을 여는 것과 같은 사소한 행동들은 보통 자동으로 성공한다. 절벽을 오르거나 자물쇠를 따는 것과 같은 더 복잡하거나 위험한 행동의 결과는 주사위를 굴려 결정한다. 다른 행동에는 서로 다른 다면체 주사위가 사용된다. 예를 들어, 20면체 주사위는 전투에서 공격이 명중했는지를 결정하는 데 사용되며, 4면, 6면, 8면, 10면, 심지어 12면체 주사위 같은 다른 주사위들은 얼마나 많은 피해를 입혔는지 결정하는 데 사용된다. 결과에 기여하는 요소들에는 캐릭터의 능력치, 기술, 과제의 난이도가 포함된다. 캐릭터가 함정을 피하거나 주문의 효과를 저항하는 것과 같이 부정적인 결과를 피하려고 시도하는 상황에서는, 결과적 효과가 감소되거나 회피되는지를 결정하기 위해 내성 굴림을 사용할 수 있다. 이 경우 성공 확률은 캐릭터의 클래스, 레벨, 능력치에 영향을 받는다. 캐릭터가 자물쇠를 따거나, 함정을 해제하거나, 바위를 밀어내는 것과 같은 과제를 완수하려고 시도하는 상황에서는, 난이도를 맞추거나 초과해야 한다. 관련된 능력 보너스가 플레이어의 성공을 돕기 위해 추가된다.
게임이 진행됨에 따라, 각 PC는 시간이 지나면서 변화하고 일반적으로 능력이 향상된다. 캐릭터들은 경험, 기술, 재산을 얻거나(때로는 잃기도 하고), 심지어 자신의 성향을 바꾸거나 추가적인 캐릭터 클래스를 얻을 수도 있다. 캐릭터가 성장하는 주요 방법은 경험치(XP)를 얻는 것인데, 이는 적을 물리치거나 어려운 과제를 완수할 때 일어난다. 충분한 XP를 획득하면 PC는 레벨이 올라가며, 이를 통해 캐릭터는 향상된 클래스 특성, 능력, 기술을 얻는다. XP는 생명력을 흡수하는 생물과의 조우나 XP 비용이 따르는 특정 마법 능력의 사용과 같은 상황에서 잃을 수도 있다.
생명력(Hit Point, HP)은 캐릭터의 활력과 건강을 나타내는 척도로, 각 캐릭터의 클래스, 레벨, 건강에 의해 결정된다. 캐릭터가 전투에서 부상을 입거나 다른 방식으로 해를 입었을 때 일시적으로 HP를 잃을 수 있으며, HP의 손실은 게임에서 캐릭터가 죽는 가장 흔한 방식이다. 죽음은 또한 주요 능력치나 캐릭터 레벨의 손실로 인해 발생할 수도 있다. PC가 죽었을 때, 종종 마법을 통해 죽은 캐릭터를 소생시키는 것이 가능하지만, 그 결과로 일부 불이익이 부과될 수 있다. 부활이 불가능하거나 원하지 않는 경우, 플레이어는 대신 새로운 PC를 만들어 게임을 계속할 수 있다.

### 모험과 캠페인

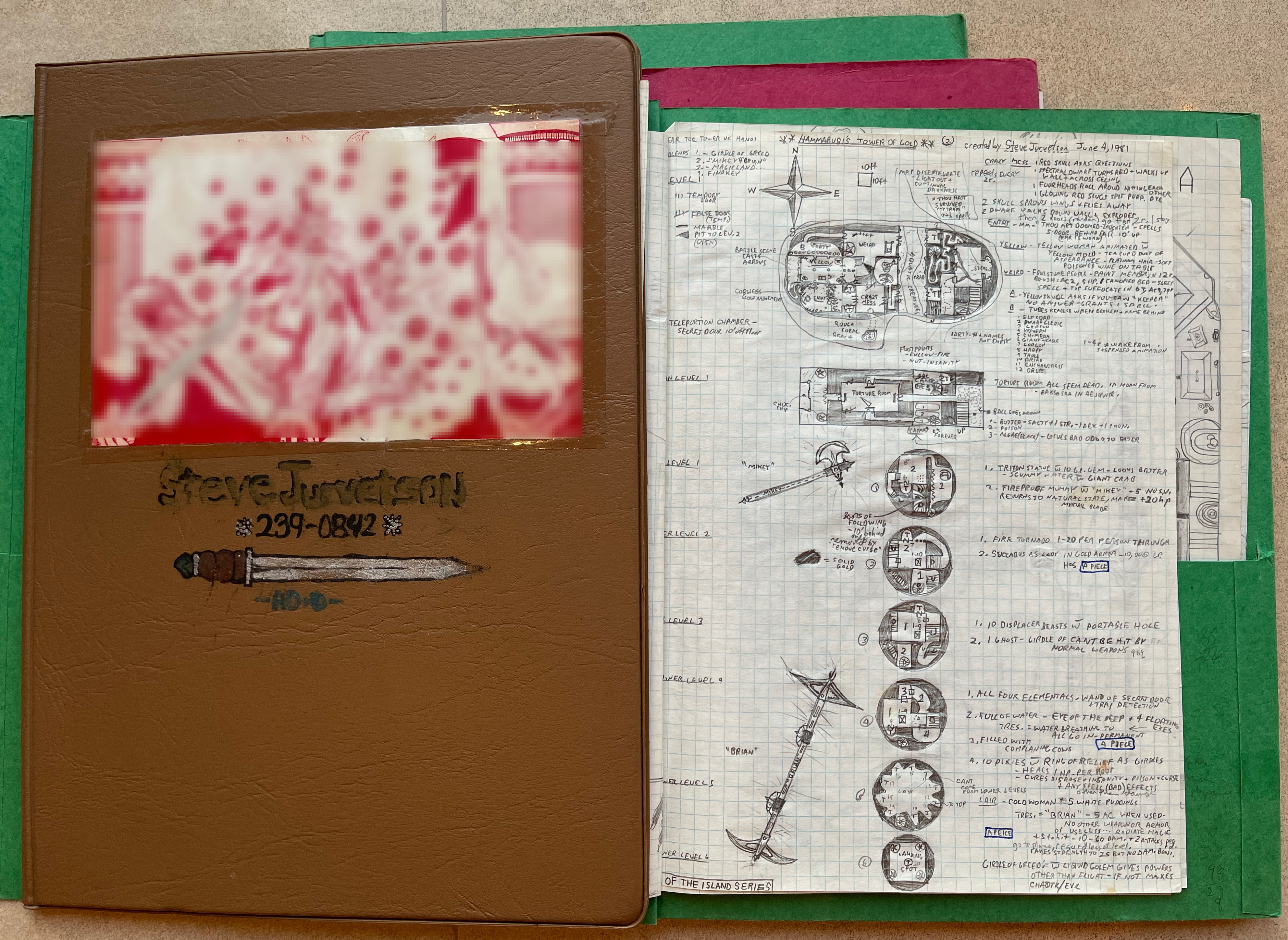
맞춤형 디자인 모험이 가능한 던전 마스터의 노트

전형적인 《던전 & 드래곤》 게임은 "모험"으로 구성되며, 이는 대략 하나의 이야기나 퀘스트와 동등하다. DM은 독창적인 모험을 설계하거나 《던전 & 드래곤》의 역사를 통해 출판된 많은 기성 모험(또는 "모듈"이라고도 알려진)들 중 하나를 따를 수 있다. 출판된 모험들은 일반적으로 배경 이야기, 삽화, 지도, 플레이어가 달성해야 할 목표를 포함한다. 일부는 장소 설명과 핸드아웃을 포함할 수 있지만, 이는 게임플레이에 필수적이지는 않다. 1975년 《블랙무어》 규칙 보충편에 "개구리 신전"이라는 작은 모험이 포함되었지만, TSR이 출판한 최초의 독립형 《D&D》 모듈은 가이객스가 작성한 1978년의 《언덕 거인 족장의 거처》였다.
연결된 일련의 모험들은 일반적으로 "캠페인"이라고 불린다. 이러한 모험이 일어나는 장소들, 예를 들어 도시, 국가, 행성, 또는 전체 가상 우주는 "캠페인 세팅" 또는 "세계"라고 불린다. 《D&D》 세팅은 다양한 판타지 장르를 기반으로 하며 서로 다른 수준과 유형의 마법과 기술을 특징으로 한다. 《던전 & 드래곤》의 인기 있는 상업적 출판 캠페인 세팅으로는 《그레이호크》, 《드래곤랜스》, 《포가튼 렐름스》, 《미스타라》, 《스펠재머》, 《레이븐로프트》, 《다크 선》, 《플레인스케이프》, 《버스라이트》, 《에버론》 등이 있다.
1차 캠페인과 모듈 외에도, 대중문화를 바탕으로 한 두 개의 캠페인이 만들어졌다. 첫 번째는 《기묘한 이야기》를 기반으로 한 것으로 2019년 5월에 출시되었다. 《릭 앤 모티 vs. 던전 & 드래곤》 만화책 시리즈를 기반으로 한 캠페인은 이후 2019년 11월에 출시되었다.
또는, DM들은 캠페인 세팅으로 사용할 자신만의 가상 세계를 개발할 수 있으며, 모험을 미리 계획하거나 플레이어들이 진행함에 따라 확장할 수 있다.

### 미니어처 피규어
《던전 & 드래곤》이 진화한 워게임들은 전투원을 나타내기 위해 미니어처 피규어를 사용했다. 《D&D》는 초기에 직접적인 선행자들과 유사한 방식으로 미니어처 사용을 계속했다. 1974년의 원래 《D&D》 세트는 전투 해결을 위해 《체인메일》 미니어처 게임의 사용을 요구했다. 1977년 게임 판본의 출판 즈음에는 전투가 대부분 구두로 해결되었다. 따라서 미니어처는 더 이상 게임플레이에 필요하지 않았지만, 일부 플레이어들은 시각적 참조로 계속 사용했다.
1970년대에 수많은 회사들이 《던전 & 드래곤》과 유사한 게임들을 위해 특별히 미니어처 피규어를 판매하기 시작했다. 공식 피규어를 생산한 라이선스 미니어처 제조업체로는 그레나디어 미니어처(1980년~1983년), 시타델 미니어처(1984년~1986년), 랄 파르타, TSR 자체가 있다. 이러한 미니어처들의 대부분은 25 mm 스케일을 사용했다.
주기적으로, 《던전 & 드래곤》은 미니어처 기반 워게임을 위한 보충 규칙 시스템으로 워게임 뿌리로 돌아갔다. 《배틀시스템》(1985년과 1989년)과 《체인메일》의 새 판본(2001년)과 같은 보충 자료들은 미니어처를 사용하여 군대 간의 전투를 처리하기 위한 규칙 시스템을 제공했다.

## 개발 내력